# 全米国際姉妹都市協会
全米国際姉妹都市協会（ぜんべいこくさいしまいとしきょうかい、英: Sister Cities International、略称：SCI／エスシーアイ）は、全米200以上の州・郡・市及び一部他国の地方自治体が会員として組織した非営利公益法人。アメリカ合衆国国務省の指定管理者制度団体。1956年にアメリカ大統領ドワイト・D・アイゼンハワーにより設立。
目的は、米国の地方公共団体が世界の都市と姉妹都市協定することを奨励、援助し、世界規模の交流を促進すること。1956年に創設後、歴代アメリカ大統領が名誉会長に就任。国際本部は、ワシントンD.C.。
日米間の姉妹都市交流は、国内で「日米姉妹都市協会」（ジャスカ）が協力。

## 概要
米国の姉妹都市制度は、1956年9月11日に第34代アメリカ大統領ドワイト・D・アイゼンハワーが、市民外交イニシアチブのピープル・トゥー・ピープル（市民と市民）を提案したことで開始。設立当初は、全米都市連盟の一環プログラムとして開始したが、本制度の成長と知名度上昇のため1967年に非営利法人として独立。
SCIは、米国を管轄する公式団体として、各国の地域社会と共に、姉妹都市、地方公共団体、オーブラスチ、都道府県、州、 省、郡、地域、市町村を承認、登録し、統合。
米国のサンノゼ市長、商務長官、運輸長官を歴任したノーマン・ミネタ氏は、日系アメリカ人として初めて当協会の理事を務める。
日米姉妹都市協会の小山田真氏は、日本人として初めて唯一、理事として2017年に全米当選し、2020年まで任期を務めた。ノーマン・ミネタ氏は、出身地のサンノゼ市が小山田真の出身地の岡山市と姉妹都市提携を締結していることからもあり、両者友好関係にあった。

## 使命と目的
ミッション：一人づつ、地域ごと、相互尊重、理解、協力を通じて平和を推進すること。
目的
- 他国とアメリカの市町村、郡、州や法域の地方自治体パートナシップを構築すること。
- 市町村の役人や市民をために、長期的な地域パートナーシップを通じて異文化を体験し探求することができる機会を提供すること。
- 経済や地域発展が反映され強化できるような空間を生み出すこと。
- 相互的な文化、教育、地方自治体、専門と技術交流、事業を通じて、 創造的に共に学び、働き、問題解決を実施できる地域を通じて環境を刺激すること。
- 共にゴール共有するアメリカや他国の団体と協力すること。

## 歴史

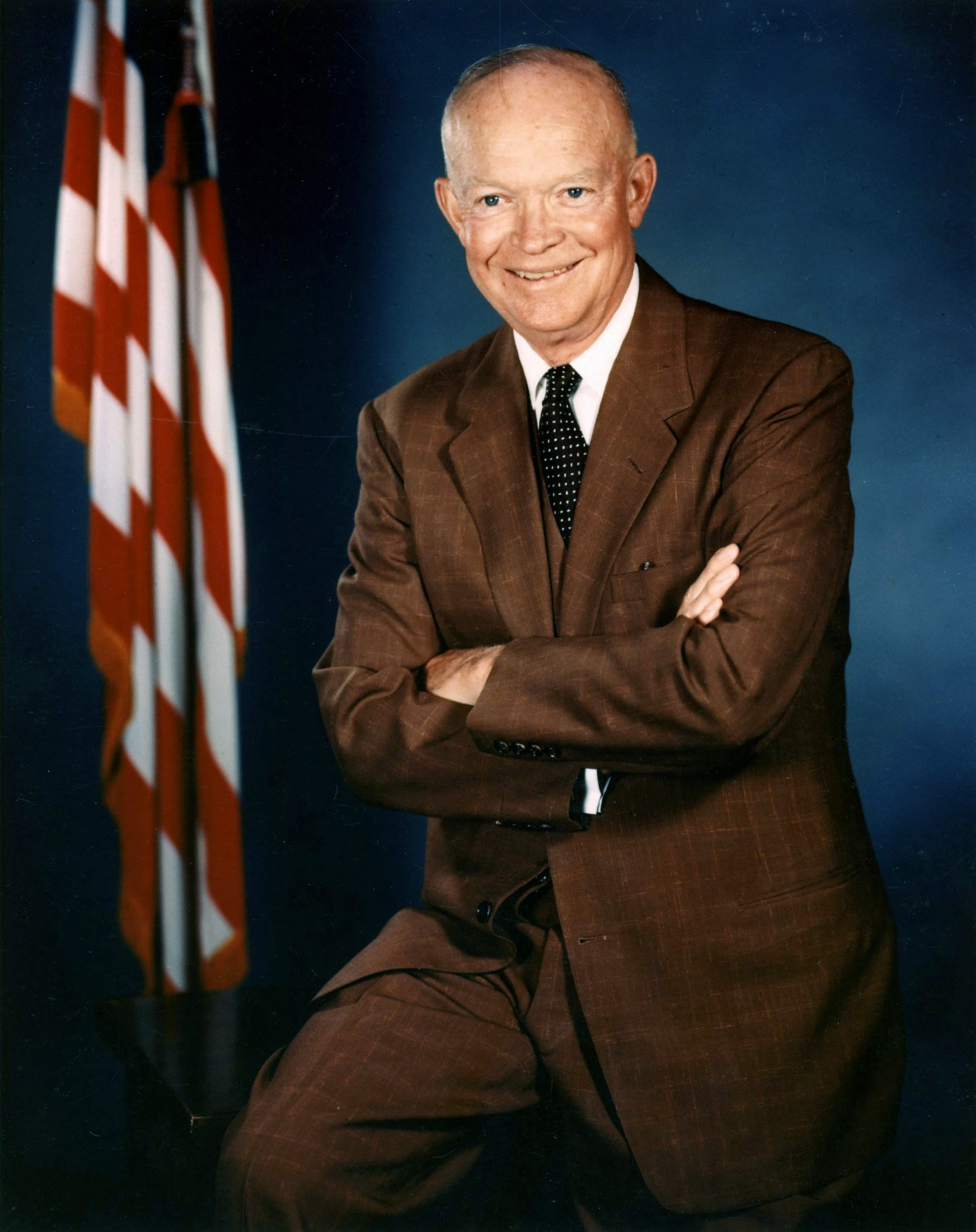
1956年、ドワイト・D・アイゼンハワー大統領

### 経緯
第34代アメリカ大統領ドワイト・D・アイゼンハワーは、世界各国の市民同士で絆を作り上げることによって、平和と繁栄のハブとなる団体を作ることを心に描いていました。これらの関係を作ることにより、アイゼンハワー大統領は、異文化の人々たちが相互の違いを褒め称え、感謝し、新たな争いのきっかけを減らせるような関係づくりを説きました。
1956年にアイゼンハワー大統領が、市民外交イニシアチブの「ピープル・トゥー・ピープル」（市民と市民）を提案したことで開始。設立当初は、全米都市連盟の一環プログラムとして開始したが、本制度の成長と知名度上昇のため1967年に非営利法人として独立。

### 設立後の歴史
第二次世界大戦後、荒廃したヨーロッパを市民の力で復興することを目標に都市間の提携が結ばれるようになった。1953年に就任したアイゼンハワー米大統領は「市民と市民」（people-to-people）の関係による市民外交の重要性を喚起し、1956年11月11日に「ピープル・トゥ・ピープル・プログラム」を発表、国際的な姉妹都市（Sister City）提携を提唱した。
「ピープル・トゥ・ピープル・プログラム」によって、部門ごとに42のピープル・トゥ・ピープル委員会（People to People committee）が設立された。ピープル・トゥ・ピープル委員会の中の「市民委員会」の事業として米国と国外との姉妹都市提携は進み、1956年時点で40件であった姉妹都市は、1967年には58カ国350件までに増加した。1967年、当協会が発足した。
当協会は、文化、教育、情報、貿易を元に関係づくりをつくり、市民外交のピープル・トゥー・ピープルを通じて繁栄と平和を提供できる生涯の友人を構築。
アイゼンハワーの「ピープル・トゥ・ピープル・プログラム」は、冷戦構造の「雪解け」の中での米ソの融和を模索したものとされる。実際に米国とソ連の間で最初に結ばれた姉妹都市提携は1973年、シアトルとタシュケント（ウズベキスタン）の間に結ばれたものとなる。
1974年の調査によりますと、第２次世界大戦後の援助事業として西ヨーロッパとの姉妹都市関係が形成される。
設立後、歴代アメリカ大統領のドワイト・D・アイゼンハワー 、ジョン・F・ケネディ、リンドン・ジョンソン、リチャード・ニクソン、ジェラルド・R・フォード、ジミー・カーター、ロナルド・レーガン、ジョージ・H・W・ブッシュ、ビル・クリントン、ジョージ・W・ブッシュ、バラク・オバマが、当協会の名誉会長として就任。
発足以来、当協会は重要な国際関係の強化と再生するため重要な役割を果たしている。第2次世界大戦後、文化と教育交流を通じて不変の友情を構築するため、ワシントン州シアトルと東京間で貿易関係を開始。
持続する関係は、文化的または教育的理由をもとに不変の友情が築き上げられました。当協会は、1970年代に中国との関係構築を含めて過去50年以上かけて外交関係を改善してきている。
21世紀に入り、アメリカ同時多発テロ事件やイラク戦争などの状況を受ける形で、当協会は「イスラム平和友好イニシアチブ」や、国務省の財政支援を受けた「平和のためのアメリカ・イラク国際パートナーズ」事業を進め、それまで手薄であったイスラム圏の都市との対話交流と相互理解を促している。
21世紀には、当協会は世界の新興地域へ拡大し続ける。今日は、文化や教育交流、経済交流や人道支援の重要な機会を中心に取り組んでいる。

## 機関

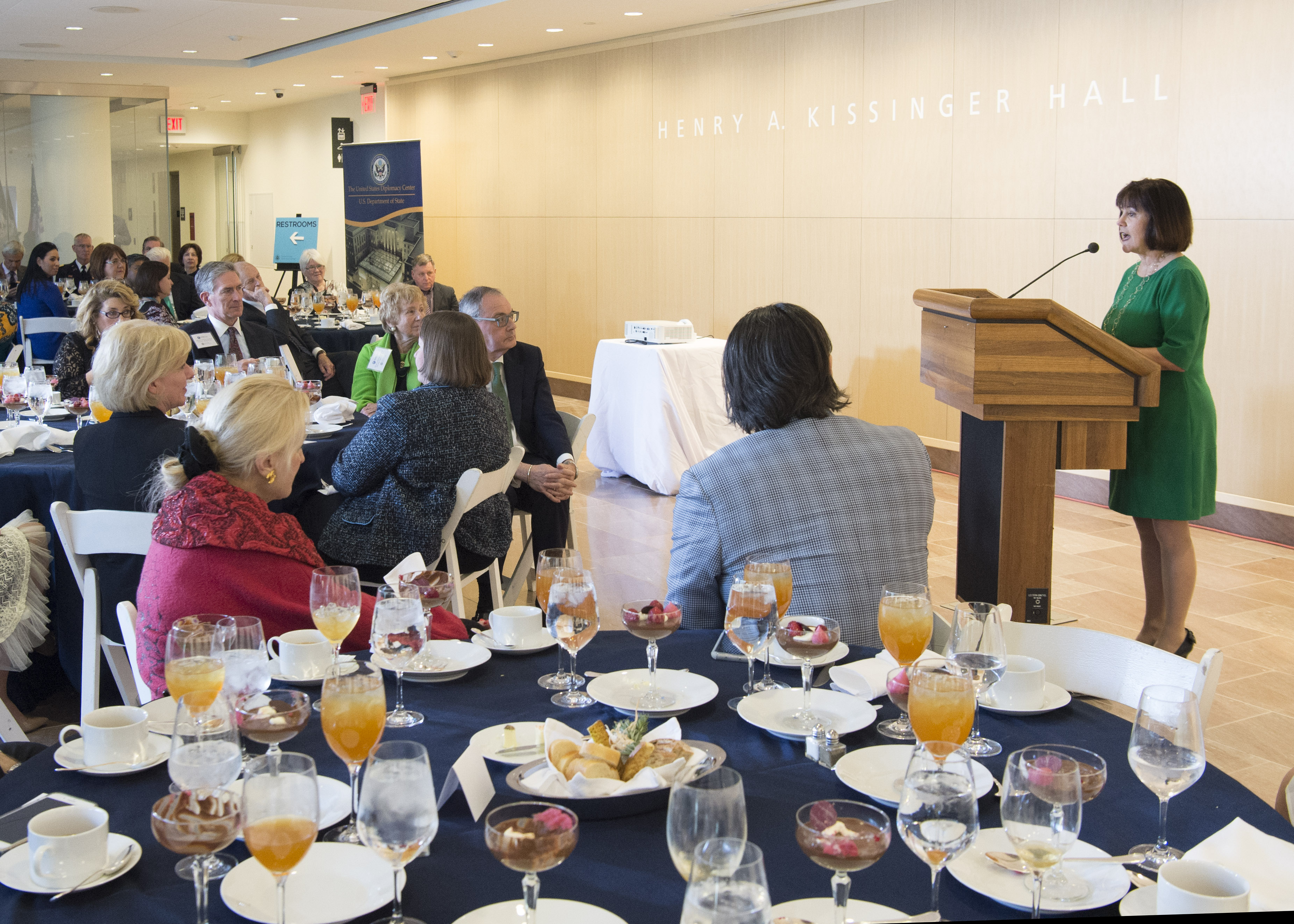
2017年3月16日、ワシントンD.C.にて全米国際姉妹都市協会会議でアメリカ合衆国副大統領夫人による名誉副会長就任挨拶

SCIの主要機関は以下の9つの主要機関を設けている。
- 総会
- 理事会 (Board of Directors)
  - 会長 (Chairman)
  - 副会長 (Vice-Chairman)
- 名誉理事会 (Honorary Board)
- 国代表 (Country Representatives)
- 州代表 (State Representatives)
- グローバル特使 (Global Envoys)
- 市長・リーダーシップ・カウンシル (Mayors Leadership Council)
- アンバサダー・ディプロマティック・リーダーシップ・カウンシル (Ambassadors/Diplomatic Leadership Council)
- 事務局
  - 理事長兼最高経営責任者 (President & CEO)

### 総会
総会は、全加盟地方自治体で構成されている。
毎年7月に、選ばれた全米の都市にて年次総会を数日間に渡り開催される。姉妹都市提携を結ぶ全米都市の市長や郡の関係者、米国国務省や関係省庁、特命全権大使、駐米大使館関係者、ビジネスやユースリーダー、関連非営利団体や企業などが参加。2016年に開催された60周年総会には、首都ワシントンD.C.で開催され、1500名以上の関係者が集結。
開催都市の決定は、開催年の2年前に立候補する米国都市の代表者たちがプレゼンテーションを行い、当協会の理事により決定される。2017年は、バージニア州バージニアビーチで開催。2018年は、コロラド州オーロラ。2019年は、テキサス州ヒューストンに決定している。

### 理事会
理事の選任方法は、年次総会で投票権を持つ全米地方自治体会員により全米選挙で7名の理事候補者が選ばれる。各地方自治体会員の投票権数は、各会員の姉妹都市提携数と比例。例えば、サンノゼ市の姉妹都市提携数は８件なので、投票権数は８。
理事会は、27名の政治家やグローバルリーダーなどの理事で構成。任期は、3年間（最長２期）。
理事のうちから理事会において以下を選定。任期は、それぞれ2年間。
- 会長
- 副会長
- ヤングプロフェッショナル
- 青年代表
- 州コーディネーター

#### 常任委員会
- 執行委員会
  - 人事小委員会
- 戦略兼プログラム委員会
  - 次世代小委員会
  - 総会兼イベント小委員会
  - プログラム開発小委員会
  - 戦略兼コミュニケーション小委員会
- 監査委員会
- 理事開発委員会
- 開発委員会
- 財政委員会
  - 投資小委員会
- ガバナンス委員会
- 会員委員会
- 栄誉会長アドバイザリー委員会

### 地域・国代表
地域・国代表は、該当国・地域及び姉妹都市協会に熟練していて、該当国・地域にて技能とネットワークを活用して当協会を代表できる著名人又は極めて優秀なボランティアを選任。例：ロシア代表、イギリス代表、東アジア兼日本代表など。

### 名誉理事会
名誉理事会の名誉理事は、任期満了後の理事が選任される。

### 事務局
事務局のトップは、理事長兼最高経営責任者（President & CEO）で、会長及び副会長を補佐し、理事会の議決に基づき、本会の業務を掌理する。

## 活動内容

### 文化交流事業
文化交流は、都市間の個人レベルで起こる。SCIは、その支援と資金提供することにより、これらの交流を促進。音楽演奏、展覧会、平和公園又は茶園の建築、国際文化フェスティバルや教師交換などの様々な方法で交流を実施。姉妹都市文化事業の実例は、ワシントンD.C.と東京市間の姉妹都市交流を称え、毎年首都ワシントンD.C.で開催される全米桜祭りなど。

### 人道援助事業
Sino-Africanイニシアチブ（SAI）
2012年2月からSCIは、アフリカの市町村で都市の貧困に取り組む2年プログラムを開始。SAIは、アメリカ合衆国、アフリカ、中華人民共和国の姉妹都市と一緒に取り組み３カ国間イニシアチブ。このプログラムは、ビル&メリンダ・ゲイツ財団の助成金を受けて運営。
安全飲料水イニシアチブ（Safe Drinking Water Initiative/SDWI）
2008年にSCIは、会員都市を対象に安全飲料水イニシアチブ（SDWI）を実施。SDWIでは、エチオピアやナイジェリアの姉妹都市ネットワークを通じて、250万リッター以上の水を浄水するために、25万個のプロクター・アンド・ギャンブル社のピュアを配給することを目的に設立。
9月コンサート（September Concert）
SCIは、 毎年9月11日に世界中の姉妹都市で数々の無料のミージックコンサートをスポンサーするために9月コンサートと提携。これらのコンサートでは、世界平和及び私たちの命とヒューマン・ユニバーサルを祝福するのための希望を再確認するために、世界各国の人々を集結する役割を果たす。
アフリカ都市貧困緩和プログラム（Africa Urban Poverty Alleviation Program）
2009年にSCIは、アメリカとアフリカの姉妹都市プログラムが主導する水、衛生設備、健康イニシアチブを通じて、アフリカの25都市の貧困をなくすために、3年間のアフリカ都市貧困緩和プログラムを開始。アメリカ姉妹都市は、都市圏を中心に持続的発展を妨げるような深刻な関連問題を確認し、取り組むためにアフリカの提携都市と協力。この事業は、ビル&メリンダ・ゲイツ財団から750万米ドルの助成金を受けている。

### 青年教育事業
青年アンバサダープログラム（Youth Ambassador Program）
当プログラムでは、アメリカ合衆国、カナダ、メキシコ間で高校生を対象にした交流を支援。高校生は、非政府組織や政府幹部達と会い、地元と国際的な視野から貧困や環境などの問題について探究するために、メキシコとアメリカ両国にて3週間の交流に参加。
若いアーティストと著者ショーケース（The Young Artists and Authors Showcases）
当プログラムでは、オリジナルの芸術と構成を通じて、姉妹都市のビジョンを表現する13歳〜18歳の若者を励ます。
姉妹校（Sister Schools）
当プログラムでは、学童保育、学校又は教室にて、共同プロジェクトを通じて若者達を繋げる。生徒達は、手紙、ビデオ、ウェブキャスト交流、リーダーシップ育成プロジェクト、募金活動又は彼らが興味を持つプロジェクトに携わる。
学生交流パートナーシップ（Student Exchange Partnership）
SCIは、会員を対象に生徒交流を行う機会を提供。アメリカ文化交流サービス（ACES）との当提携事業を通じて、姉妹都市メンバーは、学年又はセメスターの間、アメリカ留学するために、姉妹提携都市から高校生を指名し、スポンサーすることが可能。生徒は、ホストファミリーと住むことができ、現地の地域活動に参加することが可能。

### 持続的経済発展事業
リーディング・アジア（Leading Asia）
この3年間プログラムでは、新たな姉妹都市関係を促進し、既存パートナーシップの機会を増やすことにより日米間の繋がりを深化すること目指している。本事業では、事業開発、持続性、創造的経済、若手職業人開発の範囲で新事業を開発することを目的とするアメリカ12都市を対象に、日本の姉妹都市への旅費を提供。
持続的開発イノベーションーエネルギー賞（Innovation in Sustainable Development—Energy Award）
アメリカ合衆国エネルギー省からの資金提供にてSCIは、エネルギー部門の年間賞プログラムを追加。
オープン・ワールド・プログラム（Open World Program）
SCIとWorld Serves of La Crosse社が提携し、本事業を管理。2002年から米国の姉妹都市コミュニティーは、責任能力、透明性、政府への市民参加について学ぶため、ロシア、ウクライナ、ウズベキスタンから約400名の新生リーダーを受け入れました。本事業は、アメリカ議会図書館関連のオープン・ワールド・センターからスポンサー提供。
サイバー姉妹都市（Cyber Sister Cities）
シトリックス・システムズ社とSCIは、ガーナ国アゴゴ市とフロリダ州フォートローダーデール市間で最初にサイバー姉妹都市を実施するため、2006年に提携。シトリックス社は、両市間にてビジネス知識の交換とテクノロジーの利用を促進するため、技術的ガイダンスとサポートを提供。シトリックス社の主要関係は、コンピューター、インターネット、eラーニングコースのアクセスをアゴゴ市民に提供するために、Agogo Information and Communications Technology社を設立。またそれに加えて、当サイバー姉妹都市協定は、アゴゴ市とフォートローダーデール市間で養殖業や水耕栽培などの経済提携へと発展。

## 米国の姉妹都市
国別に、米国と一番多く姉妹都市提携を結んでいる国
1. 日本（177都市）
2. メキシコ（172都市）
3. 中国（165都市）
4. ドイツ（113都市）
5. フランス（98都市）

地域別に、米国と一番多く姉妹都市提携を結んでいる地域
1. 東アジア（442都市）
2. 西ヨーロッパ（357都市）
3. 北米（196都市）
4. 南ヨーロッパ（147都市）
5. 中央アジア（108都市）
6. 南米（97都市）

州別に、米国内で一番多く姉妹都市提携を結んでいる州
1. カリフォルニア州（376都市）
2. フロリダ州（170都市）
3. テキサス州（167都市）
4. イリノイ州（98都市）
5. オハイオ州（79都市）

## 日本との姉妹都市関係

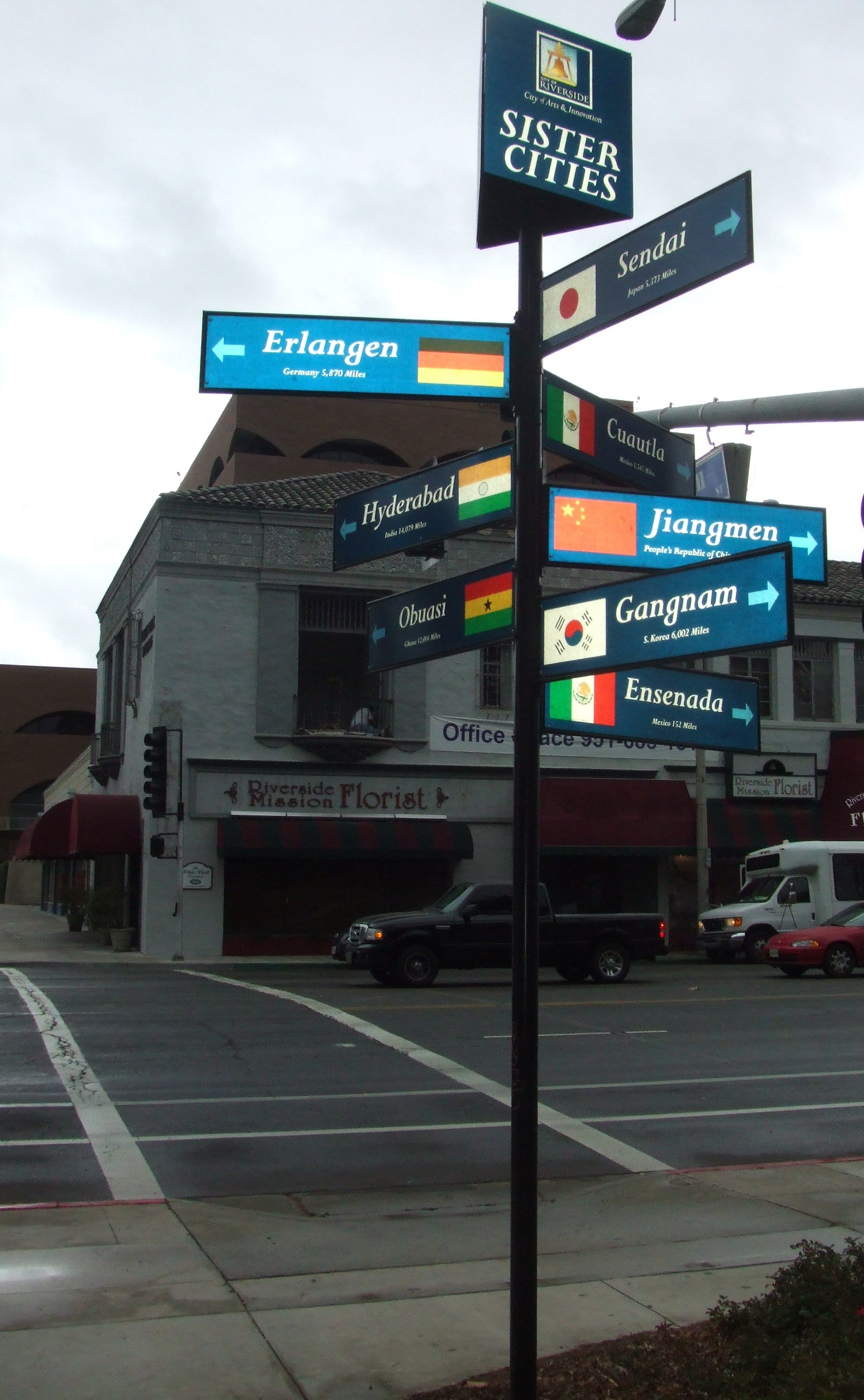
リバーサイド市の姉妹都市サイン

アイゼンハワー米国大統領が「ピープル・トゥ・ピープル・プログラム」を発表して国際都市提携を提唱するのに先立つもので、米国にとってもアジアの都市との初の姉妹都市提携。日米間の姉妹都市提携の数は、他国と比べて最高の177都市。初期の姉妹都市縁組の大半はアメリカ合衆国の都市との間に結ばれる。
日米間で提携された最初の3都市
1. 長崎とセントポール市（1955年12月7日）日本史上最初の姉妹都市提携
2. 仙台市と米国カリフォルニア州リバーサイド市（1957年3月9日）
3. 岡山市と米国カリフォルニア州サンノゼ市（1957年5月26日）

## 歴代名誉会長一覧
第34代アメリカ合衆国大統領以降、歴代アメリカ大統領が名誉会長に就任。
| （第34代） | ドワイト・D・アイゼンハワー | 1953年-1961年 |
| （第35代） | ジョン・F・ケネディ         | 1961年-1963年 |
| （第36代） | リンドン・ジョンソン        | 1963年-1969年 |
| （第37代） | リチャード・ニクソン        | 1969年-1974年 |
| （第38代） | ジェラルド・R・フォード     | 1974年-1977年 |
| （第39代） | ジミー・カーター            | 1977年-1981年 |
| （第40代） | ロナルド・レーガン          | 1981年-1989年 |
| （第41代） | ジョージ・H・W・ブッシュ    | 1989年-1993年 |
| （第42代） | ビル・クリントン            | 1993年-2001年 |
| （第43代） | ジョージ・W・ブッシュ       | 2001年-2009年 |
| （第44代） | バラク・オバマ              | 2009年-2017年 |
| （第45代） | ドナルド・トランプ          | 2017年-       |